# Nederlands in Canada
Het Nederlands wordt in Canada door zo'n 110.000 mensen gesproken, waaronder zo'n 83.000 moedertaalsprekers (2021). De taal wordt voornamelijk gesproken door migranten van de eerste en tweede generatie.
Vooral in de jaren 1950 en 1960 emigreerden vele tienduizenden Nederlanders naar Canada, net als vele Vlamingen. Zij vestigden zich vooral in de Engelstalige grootsteden, zoals Toronto, Ottawa en Vancouver, maar sommigen werden ook actief in de landbouwsector in voornamelijk de provincies Alberta en Ontario. In relatieve cijfers is de groep Nederlandstaligen het grootst in de provincie Brits-Columbia (ruim vijf op duizend), in absolute cijfers is dat het geval in Ontario (ruim 65.000).
Er zijn vandaag de dag nog steeds Nederlandstalige radiozenders, tijdschriften, bejaardentehuizen en verenigingen. Ook wordt er Nederlandse les gegeven op verschillende Canadese universiteiten, zoals de University of Waterloo in Ontario.

## Evolutie
Het aantal mensen dat bij de vijfjaarlijkse Canadese volkstelling aangaf het Nederlands of Vlaams als moedertaal te hebben  daalt de laatste jaren sterk. Het ging van 102.925 personen in 2016 naar 83.250 personen in 2021, oftewel een daling van ruim 19% in vijf jaar tijd.
Het aantal mensen dat aangaf het Nederlands of Vlaams machtig te zijn, daalde in diezelfde periode eveneens sterk, namelijk van 125.260 naar 111.970 personen (-11%).

## Nederlands per Canadees deelgebied (2016)
Canada telt dertien deelgebieden, namelijk tien provincies en drie territoria. De tabel hieronder geeft het aantal Nederlandstaligen per deelgebied weer op basis van de volkstelling van 2016. Er wordt weergegeven hoeveel mensen het Nederlands machtig zijn, met tussen haakjes het aantal onder hen dat het Nederlands als moedertaal heeft.
| Deelgebied               | # NL als moedertaal | # NL machtig | % NL machtig |
| ------------------------ | ------------------- | ------------ | ------------ |
| Alberta                  | 16455               | 19860        | 0,49%        |
| Brits-Columbia           | 21465               | 24605        | 0,53%        |
| Manitoba                 | 2985                | 3390         | 0,27%        |
| New Brunswick            | 905                 | 1225         | 0,16%        |
| Newfoundland en Labrador | 115                 | 150          | 0,03%        |
| Northwest Territories    | 55                  | 60           | 0,14%        |
| Nova Scotia              | 1645                | 2125         | 0,23%        |
| Nunavut                  | 15                  | 15           | 0,04%        |
| Ontario                  | 53870               | 65685        | 0,49%        |
| Prince Edward Island     | 485                 | 580          | 0,41%        |
| Québec                   | 3365                | 5820         | 0,07%        |
| Saskatchewan             | 1445                | 1590         | 0,14%        |
| Yukon                    | 120                 | 155          | 0,43%        |
| CANADA                   | 102925              | 125260       | 0,36%        |